# Gouvernement Mara V
Mara IV Bavadra
Le gouvernement Mara V est le gouvernement qui dirige les Fidji de juillet 1982 à avril 1987. Il résulte des élections législatives de 1982, remportées par le parti de l'Alliance de Ratu Sir Kamisese Mara, au pouvoir depuis avant l'indépendance du pays en 1970.
Ratu Mara nomme le gouvernement suivant, composé d'un cabinet de quinze ministres, et de trois ministres d'État (ministres assistants) :
Ministres du Cabinet
| Nom | Nom                     | Nom | Fonctions                                                                          | Parti    | Remarques |
| --- | ----------------------- | --- | ---------------------------------------------------------------------------------- | -------- | --- |
|     | Ratu Sir Kamisese Mara  |     | Premier ministre                                                                   | Alliance | |
|     | Ratu Sir Penaia Ganilau |     | Vice-premier ministre, Ministre des Affaires autochtones et du Développement rural | Alliance | Nommé gouverneur général en février 1983. Le poste de vice-Premier ministre est alors laissé vacant. Ratu Mara prend le portefeuille ministériel aux Affaires autochtones, et confie à Apisai Tora celui du Développement rural. |
|     | Charles Walker          |     | Ministre des Finances                                                              | Alliance | |
|     | Mosese Qionibaravi      |     | Ministre des Affaires étrangères et du Tourisme                                    | Alliance | |
|     | Jonati Mavoa            |     | Ministre de l'Agriculture et des Pêcheries                                         | Alliance | |
|     | Mohammed Ramzan         |     | Ministre de l'Emploi et des Relations sociales                                     | Alliance | |
|     | Ratu David Toganivalu   |     | Ministre de la Planification économique et du Développement                        | Alliance | |
|     | Edward Beddoes          |     | Ministre des Transports et de l'Aviation civile                                    | Alliance | |
|     | Semesa Sikivou          |     | Ministre des Communications, Ministre des Travaux publics                          | Alliance | |
|     | Militoni Leweniqila     |     | Ministre des Terres, Ministre des Gouvernements locaux, Ministre du Logement       | Alliance | |
|     | Manikam Pillai (en)     |     | Procureur général                                                                  | Alliance | Sénateur |
|     | Ratu William Toganivalu |     | Ministre de l'Intérieur                                                            | Alliance | |
|     | Peter Stinson           |     | Ministre de l'Énergie et des Ressources minières                                   | Alliance | |
|     | Ahmed Ali               |     | Ministre de l'Éducation et de la Jeunesse                                          | Alliance | |
|     | Apenisa Kurisaqila      |     | Ministre de la Santé et de la Sécurité sociale                                     | Alliance | |

Ministres d'État
| Nom | Nom                  | Nom | Fonctions                  | Parti    | Remarques |
| --- | -------------------- | --- | -------------------------- | -------- | --------- |
|     | Livai Nasilivata     |     | Ministre des Coopératives  | Alliance |           |
|     | Ratu Josaia Tavaiqia |     | Ministre des Forêts        | Alliance |           |
|     | Apisai Tora          |     | Ministre sans portefeuille | Alliance |           |

En février 1984, Ratu Mara nomme Ratu David Toganivalu au poste vacant de vice-Premier ministre. Dans le même temps, il limoge le frère aîné de ce dernier, le ministre de l'Intérieur Ratu William Toganivalu, et confie le ministère de l'Intérieur à Militoni Leweniqila.